# Fiat 611C
Ne doit pas être confondu avec l'automitrailleuse Fiat 611.
Le Fiat 611C est un camion tout-terrain fabriqué par le constructeur italien Fiat V.I. à partir de 1929. 

## Histoire
À la fin des années 1920, l'armée du Roi d'Italie, le Regio Esercito souhaite se doter de véhicules de transport tout-terrain. À cette fin, elle acquiert deux modèles britanniques, un Morris type D et un Garner pour faire des essais, tous deux ne disposant que d'une cabine ouverte.
Les essais étant concluants, elle décide d'établir un cahier des charges spécifique pour répondre à ce nouveau besoin : un poids à vide inférieur à 3 tonnes pour une charge utile minimale de 2 tonnes ; un rayon de braquage de 6 mètres maximum, une transmission par cardans, une vitesse minimale de 35 km/h et une largeur de 2 m. Les pentes de 35 % doivent être franchissables sans rétrograder et le véhicule doit pouvoir tracter une remorque de 2,5 t.
Fiat V.I. répond à l'appel d'offres de 1929 en présentant le projet à développer Fiat 611 avec une cabine fermée. Les premiers prototypes sont testés en 1930 en Tripolitaine (Libye actuelle), à l'époque colonie italienne. Pour assurer le transport par bateau de l'autre côté de la Méditerranée, le camion est démonté et remonté sur place mais sans les portières ni le pare-brise en raison de la chaleur (le modèle définitif validé par l'armée sera doté d'une cabine ouverte). Ce véhicule fut acheté et équipé directement d'un canon de 77/28.
Ce camion servira de base à l'automitrailleuse équipée par Ansaldo et qui sera la Fiat 611.
Ancêtre des fameux camions tout-terrain dénommés « Dovunque » (littéralement « de partout »), le Fiat 611 fut utilisé par l'armée italienne tout au long des années 1930 notamment pour la guerre d'Éthiopie où 50 exemplaires furent mobilisés. Ces camions sont restés en service dans les unités coloniales jusqu'en 1939. Ils seront remplacés par les plus puissants SPA Dovunque 35 construits par S.P.A., une filiale de Fiat V.I..

## Technique
Le Fiat 611C était un camion à 3 essieux en version 6x4, doté d'un double pont arrière. Des chenillettes pouvaient recouvrir les 8 roues du tandem arrière. Deux versions ont vu le jour. La première était équipée d'un moteur essence "Fiat type 122" de 2 532 cm3 développant 46 cv à 2.600 tr/min assurant une vitesse de 44 km/h. Une version plus puissante, baptisée "611C/1" disposait du moteur "Fiat type 122B" dont la cylindrée était portée à 2 952 cm3 et développant 58 ch à 2.800 tr/mon.
| Modèle                                   | Années de production | Type moteur | Cylindrée cm3 | Puissance ch DIN  | PTC en tonnes            |
| ---------------------------------------- | -------------------- | ----------- | ------------- | ----------------- | ------------------------ |
| Fiat 611 C - 6x4 Camion militaire        | 1930 - 1931          | Fiat 122    | 2 532         | 46 à 2 500 tr/min | 6,10                     |
| Fiat 611 C/1 - 6x4 Camion militaire      | 1930 - 1931          | Fiat 122B   | 2 952         | 58 à 2 800 tr/min | 6,10                     |
| Fiat Dovunque 33 - 6x4 Camion militaire, | 1931 - 1932          | Fiat 122    | 2 532         | 46 à 2 500 tr/min | 7,0                      |
| SPA Dovunque 35 - 6x4 Camion militaire   | 1933 - 1935          | Fiat 18D    | 4 053         | 80 à 1 700 tr/min | 7,4 / 10,0 avec remorque |